# ネオアサフス・コワレフスキー
アサフス（ネオアサフス）・コワレフスキー（学名 Asaphus (Neoasaphus) kowalewskii）は、オルドビス紀中期に現在のロシア近海に生息していた三葉虫の仲間。アサフス目アサフス科に属する。
カタツムリのように突き出した異形な目を持っていて、海底に潜り込みつつ外の様子を窺うことができたと考えられている。
背中には線が沢山入っている。
ロシアサンクトペテルブルク近郊のヴォルコフ川で化石を産出する。